# SN 2007qb
SN 2007qb – supernowa typu II odkryta 8 listopada 2007 roku w galaktyce A005918-0056. W momencie odkrycia miała maksymalną jasność 20,20m.